# پیکاپ

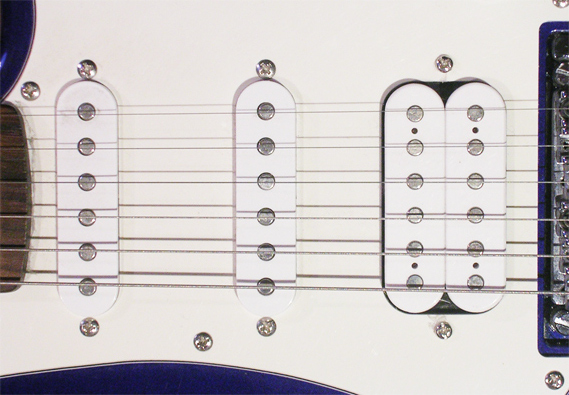
۳ پیکاپ‌های نصب شده روی یک گیتار فندر استرتوکستر با نحوهٔ چیدمان.پیکاپ سمت راست هامباکر و دو پیکاپ سمت چپ سینگل کویل هستند.

پیکاپ (به انگلیسی: Pickup) نام قطعه‌ای از سازهای الکتریک زهی است که ارتعاش ایجاد شده از سیم‌ها را دریافت کرده و به سیگنال الکتریکی تبدیل می‌کند و از طریق یک سیم به تقویت‌کننده صوتی می‌فرستد تا توسط بلندگو قابل پخش شود یا توسط دستگاه‌های ضبط صدا ذخیره شود.
پیکاپ که معمولاً در سازهایی مانند گیتار الکتریک، گیتار بیس یا ویلون الکتریک استفاده می‌شود، در بخش مرکزی کاسهٔ ساز و اغلب در زیر سیم‌ها -پاره‌ای اوقات در نزدیکی سیم‌ها- نصب می‌شود.
پیکاپ‌های متداول امروزی از لحاظ عملکرد، مورد استفاده و جنس صدایی که تولید می‌کنند به دسته‌های مَگنتیک (مغناطیسی)، پیزوالکتریک (برق‌زای تنشی)، مولتی‌ترنسدوسر (مبدل چندگانه انرژی)، اپتیکال (نوری)، اَکتیو (فعال) و پَسیو (منفعل) دسته‌بندی می‌شوند. از معروف‌ترین و پرطرفدارترین برندهای پیکاپ می‌توان از ای‌ام‌جی، سیمور دانکن و دیمارزیو نام برد.

## نگارخانه

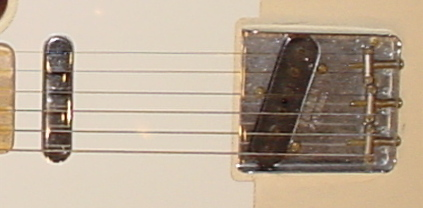
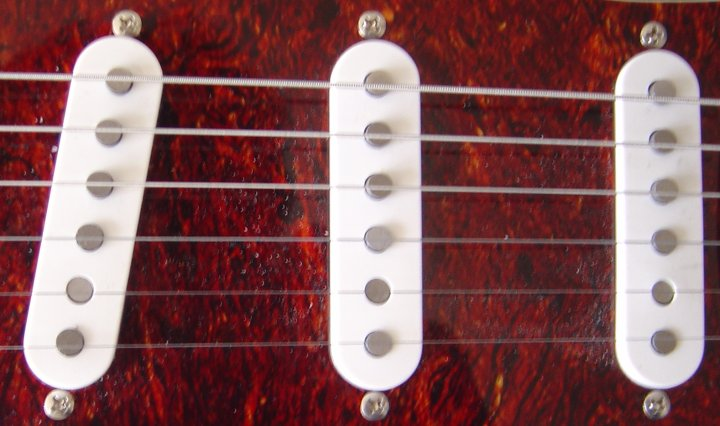
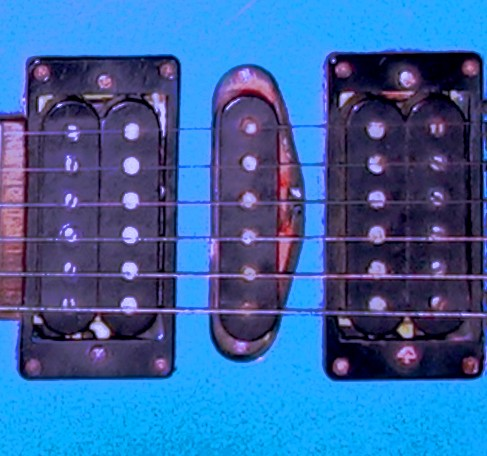